# Tongo (Lagdo)
Pour les articles homonymes, voir Tongo.
Tongo est un village du Cameroun situé dans le département de la Bénoué et la région du Nord. Il fait partie de la commune de Lagdo.
Coordonnées: longitude 13.51° est, latitude 8.92° nord
Altitude: 304 m

## Population
Le nombre d’habitants était de 3042 d’après le recensement de 2005. D’après le Plan Communal de Développement de Lagdo daté de 2015, le nombre d’habitants de Tongo était de 3935.